# Município de Jackson (condado de Wyandot, Ohio)
O município de Jackson (em inglês: Jackson Township) é um município localizado no condado de Wyandot no estado estadounidense de Ohio. No ano de 2010 tinha uma população de 561 habitantes e uma densidade populacional de 7,98 pessoas por km².

## Geografia
O município de Jackson encontra-se localizado nas coordenadas 40° 46′ 06″ N, 83° 27′ 38″ O. Segundo a Departamento do Censo dos Estados Unidos, o município tem uma superfície total de 70.31 km², da qual 70,31 km² correspondem a terra firme e (0 %) 0 km² é água.

## Demografia
Segundo o censo de 2010, tinha 561 pessoas residindo no município de Jackson. A densidade populacional era de 7,98 hab./km². Dos 561 habitantes, o município de Jackson estava composto pelo 97,68 % brancos, o 0,18 % eram afroamericanos e o 2,14 % eram de uma mistura de raças. Do total da população o 0,89 % eram hispanos ou latinos de qualquer raça.